# 이윤갑 (1874년)
이윤갑(李潤甲, 1874년 2월 14일 ~ ?)은 대한제국, 일제 강점기 초기의 교육자, 보통학교 교원이었다. 초명은 윤일(潤一), 자(字)는 경흠(敬欽), 아호는 묵암(默奄), 본관은 우계(羽溪)이다. 도촌 이수형(李秀亨)의 13대손이다.
1905년(광무 9) 10월 31일 소학교 교원에 임용되어 1906년 7월 13일 관립재동보통학교 교원, 1907년 8월 31일 관립교동보통학교 교원으로 근무했다. 1908년(융희 2) 1월 1일 관립교동보통학교 본과 훈도에 발령됐다가 그해 8월 31일 의원면직했다. 1908년 교남교육회(嶠南敎育會)에 참여했다. 1909년 8월 31일 공립보통학교 본과 훈도에 임용되어 공주보통학교로 발령받았다. 1910년 4월 19일 의원면직했다. 경북 순흥 도촌(후일의 봉화군 도촌리) 출신.

## 생애

### 어린 시절
이윤갑은 1874년(고종 11) 2월 14일 경상북도 순흥군 화천면 도촌리 2-4(慶尙北道 順興郡 花川面 都村里 2-4, 후일의 경상북도 봉화군 봉화읍 도촌리)에서 태어났으며, 아버지는 이종회(李鍾會)이고, 어머니는 단양장씨(丹陽張氏)로 태사 장정필(張貞弼)과 장순익(張順翼)의 후손 장석용(張錫龍)의 딸이다. 자(字)는 경흠(敬欽), 아호는 묵암(默奄)이다. 
1889년(고종 26) 어머니 단양장씨가 죽고 아버지 이종회는 계모 김녕김씨(金寧金氏)와 재혼하였다. 아버지 이종회는 본래 이삼규(李三奎)의 아들인데 13촌 아저씨 이오규(李五奎)의 양자로 입양되었다. 1913년 4월 6일 조선출판협회에서 발행한 조선신사보감(朝鮮紳士寶鑑)에는 그는 양조부 이오규의 손자로 나타난다.
도촌 이수형의 13대손으로, 그의 장남 홍천현감 이대근의 12대손이며, 대근의 증손 예빈시직장 이찬(李纘)의 차남 성기의 8대손이다. 처음 이름은 윤일(潤一)인데 뒤에 윤갑(潤甲)으로 이름을 개명하였다. 이름 개명 시점은 알 수 없다. 승정원일기, 대한제국 관보, 대한제국 관원이력서 등에는 이미 개명한 이름 윤갑으로 나타난다.
뒤에 한성부 북서 가회방 재동계 재동(漢城府 北署 嘉會坊 齋洞契 齋洞) 제53통 제10호(第五十三統 第十戶)로 이주해 생활하다가, 뒤에 다시 경상북도 순흥군 화천면 사제리(후일의 봉화군 봉화읍 도촌리)로 되돌아갔다.

### 수학
어려서 한문을 수학하였다. 그 뒤 어느 보통학교에 입학하고 졸업했는지 여부는 기록이 없어 알 수 없다. 1903년(광무 7) 1월 관립한성사범학교(官立漢城師範學校)에 입학(入學)하고, 1905년 10월 관립 한성사범학교를 졸업(卒業)하였다. 전공은 소학교 본과였다.
1903년 7월 23일의 관립한성사범학교의 1학년 시험(學年試驗)에서 3등하여 사범학교 우등생(優等生)의 성적을 받았다. 1904년 7월 19일의 관립한성소학교의 2학년 학년시험에서 6등하여 사범학교 우등생의 성적을 받았다. 관립한성사범학교 졸업 전에 6품에 임용되었다. 1905년 11월 17일 관립한성사범학교 제7회 졸업방(官立漢城師範學校 第七回 卒業榜)에서 1등, 전체 졸업생 중 우등 성적을 받았다.

### 소학교 교원 근무
1905년(광무 9) 10월 31일 관립소학교 교원에 임용되었다. 그날 6품(六品)으로 관립소학교 교원(官立小學校敎員) 서 판임관 8급(敍判任官八級)에 서임되었다. 관립한성사범학교를 졸업하기 직전이었고, 졸업시험 결과는 11월 7일에 발표되었다.
1906년(광무 10) 9월 1일 전 교원(前敎員)으로 관립재동보통학교 교원(官立齋洞普通學校敎員)에 임용되었다. 같은 날 관립재동보통학교 교원 서 판임관 8급(官立齋洞普通學校敎員敍判任官八級)에 임명되었다. 1907년 1월 1일 승서(陞敍)하여 판임관 7급(判任官七級)이 되었다.
1907년(광무 11년) 1월 31일 학부에서 법부 직원에게 서한을 보내 보통학교 교원의 이력서를 보내니 조사할 것을 청하는 서신을 보냈다. 이력 조회 대상자 중에는 그의 이름도 포함되어 있다. 학부 주사 한덕순의 명의로 보낸 이 서신은 각사등록 근대편에 수록되어 있다.
1907년 3월 17일 부친상으로 사직했다. 그러나 동년 7월 25일 기복행공 피명(起復被命)을 받고 복직했다.
1907년(광무 11년) 8월 31일 관립 재동보통학교 교원(官立齋洞普通學校敎員)에서 관립 교동보통학교 교원(官立校洞普通學校敎員)으로 발령, 부임하였다. 9월 4일 관립교동보통학교 교원 서 판임관 7급(官立校洞普通學校敎員 敍判任官七級)에 서임되었다.
1908년(융희 2년) 1월 1일 관립교동보통학교 본과 훈도(官立校洞普通學校本科訓導)로 임명되었다. 1908년 3월 8일 경성부 보광학교(普光學校)에서 영주, 순흥, 풍기, 구미, ]안동, 대구 지역 출신 인사 148명이 모여 교남교육회 발기회를 조직할 때 참여했다. 3월 14일 서울 종로 청년회관에서 창립한 교남교육회(嶠南敎育會) 창립에 참여했으며, 그는 교남교육회 순흥지역 회원이었다. 1908년 그는 틈틈이 정호익(鄭鎬益)의 영주 소흥학교에도 교사로 출강하였다.
1908년 8월 31일 관립 교동보통학교 본과 훈도(官立校洞普通學校本科訓導)를 의원면직하였다. 이후 영주 소흥학교((紹興學校) 교원으로 활동했다.
1909년 영주 소흥학교의 교원으로 재직했다. 1909년의 소흥학교 졸업장에 교사 명단이 있는데, 이때의 일부 졸업생의 졸업장이 일부 후대에 전해졌다. 1909년(융희 3년) 8월 31일 전 본과 훈도(前本科訓導)로 공립 보통학교 본과 훈도(公立普通學校本科訓導)에 임명되고, 공립 보통학교 본과 훈도로 공립 공주보통학교(公立公州普通學校)에 근무를 명받았다.
1910년(융희 4년) 4월 19일 공립 보통학교 본과 훈도(公立普通學校本科訓導)를 의원면직하였다. 1910년 4월 19일부터 사립 소흥학교 훈도로 교단에 섰으나, 1911년 7월 23일 소흥학교는 총독부에 의해 폐교되었다.
1936년 6월 27일 오후 8시부터 공주예배당에서 열린 조선중앙일보사 후원 공주 중조선소년소녀 동화구연대회의 심사위원의 한 사람으로 참여했다.

## 기타
1909년(융희 3) 6월 30일의 소흥학교 졸업장이 현재 전한다. 해당 졸업장에는 학생의 나이, 가운데에는 수업 과목 명단, 졸업장의 맨 왼쪽 끝에는 소흥학교 교장 김병호, 교감 김호익 외에 교사 명단도 같이 수록되어 있으며 그의 이름도 수록되어 있다.

## 같이 보기
- 관립한성사범학교
- 보통학교
- 교사

## 참고 문헌
- 승정원일기
- 국역 승정원일기
- 田中正剛, 《조선신사보감 (朝鮮紳士寶鑑)》 (조선출판협회, 1913)
- 국사편찬위원회 편역, 《대한제국관원이력서 3책》 (국사편찬위원회 편역, 탐구당, 1972) 94페이지
- 국사편찬위원회 편역, 《대한제국관원이력서 29책》 (국사편찬위원회 편역, 탐구당, 1972) 683페이지
- 〈풍기초등학교가 설립되기까지 -풍기초등학교개교1백주년기념사업회-〉 (풍기초등학교총동창회, 풍기초등학교개교1백주년기념사업회)

## 관련 링크
- (영남 신교육의 발상지, 소흥학교) 인물따라 세월산책 ⑫ 소흥학교를 만든 사람들 영주시민신문 2022. 07. 21.
- 신교육구국운동 - 디지털 영주문화대전